# Khoikhoi

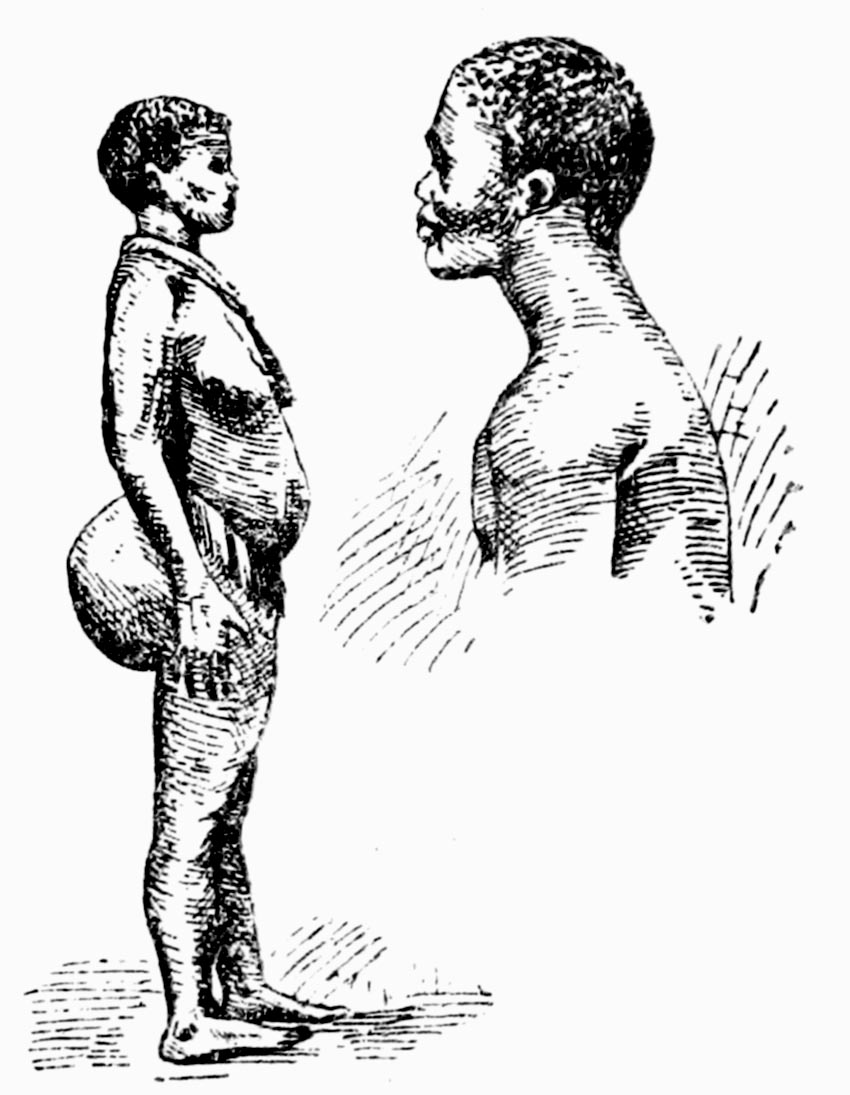
Hotentoci:
kobieta (widoczne steatopygiczne pośladki) i popiersie mężczyzny

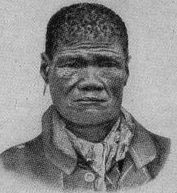
„Hottentot”, portret z 1914 roku.

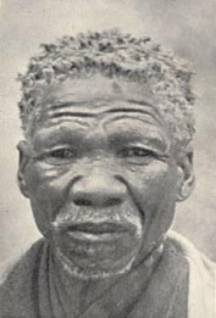
Mężczyzna z ludu Khoikhoi

Khoikhoi lub KhoeKhoe (transkrypcja tubylczego określenia „ludzie-ludzie”, czyli „prawdziwi ludzie”; dawniej Hotentoci) – grupa etniczna rdzennych mieszkańców Afryki południowej, spokrewnionych z Buszmenami, prowadzących koczowniczy tryb życia i przemierzających te terytoria od około 30 tysięcy lat. Swe pierwotne siedziby i pastwiska swych stad w Afryce wschodniej, przez ostatnie kilka tysięcy lat, opuszczali falami zmierzając do dzisiejszej Południowej Afryki, północno-wschodniej Namibii, Botswany, Eswatini, Lesotho, południowego Mozambiku i południowego Zimbabwe. Około półtora tysiąca lat temu wyparli z tych rejonów spokrewnione z nimi ludy Buszmenów i Sana. Zamieszkujący na terenie parku narodowego Etosza szczep Heikom (Heilom) jest pozostałością z wymieszania się Sana z Hotentotami. Z kolei nazwą Griqua określa się potomków wymieszania się Hotentotów z holenderskimi kolonistami, Burami. Posługują się językiem z grupy khoisan.
Anglojęzyczna nazwa „Hottentot”, popularna w okresie kolonialnym, jest obecnie uważana za obelżywą i przestarzałą. Została ona nadana przez kolonizatorów holenderskich i pochodzi prawdopodobnie od słów wypowiadanych często przez tubylców w trakcie rytualnych tańców.
Badania mitochondrialnego DNA ujawniły, że wśród Khoikhoi i Buszmenów obserwuje się największe jego zróżnicowanie, co świadczy, że są oni jedną z najstarszych ras ludzkich, według niektórych oszacowań rozwijającą się nawet od 100 tysięcy lat. Pod względem antropologicznym Hotentoci cechują się ciemną skórą, średnią wysokością ciała, wydłużoną mózgoczaszką, krótką, szeroką i prognatyczną twarzą, wąskimi i niewywiniętymi wargami, bardzo szerokim nosem i wełnistymi włosami. Występuje u nich tzw. fałda hotentocka, która zakrywa od zewnątrz połowę krawędzi górnej powieki oraz kąt szpary ocznej (w dawniejszych klasyfikacjach antropologicznych zaliczano ich do tzw. formy mongoloidalnej rasy czarnej). Cechą charakterystyczną budowy fizycznej kobiet hotentockich, niespotykaną wcale lub prawie wcale u innych ludów jest steatopygia, nadająca ich pośladkom charakterystyczny kształt, a także tzw. „fartuszek hotentocki”.
Holendrzy, którzy dotarli do Przylądka Dobrej Nadziei w 1652 wraz z Janem van Riebeeck, byli pierwszymi Europejczykami, którzy spotkali się z tym ludem. Już w 1653 Khoikhoi musieli zbrojnie bronić swych terytoriów przed Holendrami, co wobec przewagi cywilizacyjnej tych ostatnich zazwyczaj było skazane na niepowodzenie. W 1660 rozpoczęła się segregacja rasowa Hotentotów, która trwała przez następne ponad trzy stulecia na terenach Afryki południowej i była formalną podstawą funkcjonowania Południowej Afryki niemal do końca XX wieku. W wyniku przewagi holenderskiej i napływu osadników europejskich (Burów) organizacja plemienna Hotentotów legła w gruzach w XVIII wieku, a kontakt z nieznanymi wcześniej chorobami europejskimi powodował masowe wymieranie ludności tubylczej, m.in. w 1713 roku, kiedy szalała epidemia czarnej ospy. Opanowanie Południowej Afryki przez Brytyjczyków na początku XIX wieku spowodowało wydanie w 1809 roku tzw. „proklamacji hotentockiej”, która zmuszała Hotentotów do pracy na farmach białych kolonistów, gdzie zajmowali się głównie hodowlą zwierząt i pasterstwem (bydła, owiec i kóz), a także myślistwem i zbieractwem oraz pracą w rzemiośle – garncarstwem, kowalstwem i wyplataniem koszy.
Organizacja społeczna Hotentotów opiera się na patrylinearnym systemie pokrewieństwa i poligynii. Patrylinearne rody łączą się w plemiona – zbiorowych właścicieli i użytkowników pastwisk i wodopojów. Ich wierzenia opierają się na kulcie stwórcy świata, pana nieba i ojca ludzkości – Tsui Goab. Czczą Księżyc, swoich przodków oraz mitycznych bohaterów – m.in. Eitsi Eibiba.
Liczebność Khoikhoi jeszcze w roku 1983 szacowano na ponad sto tysięcy, najwięcej w RPA, na północ od rzeki Oranje. Ich populacja jednak dramatycznie spada, obecnie np. w Południowej Afryce w rejonie Kapsztadu żyje jeszcze około 2400 Hotentotów, ale tylko półtorej setki z nich kultywuje tradycje swego ludu. W Namibii przebywa ich około 3400, połowa z nich prowadzi jeszcze tradycyjny tryb życia. W Botswanie liczba Hotentotów spadła w ostatnich czasach (m.in. z powodu przeprowadzenia się kilkuset z nich do Namibii) z 2900 do 1900, ale tylko stu z nich żyje w sposób nakazywany tradycjami sięgającymi wielu tysięcy lat. Plemiona grupy Nama (na południu pustyni Namib) – Hobesen, Aman, Khau-Goan najlepiej zachowują swe tradycje. Pozostali pracują na farmach i w kopalniach.